# Roman Kostomarow
Roman Siergiejewicz Kostomarow, ros. Роман Сергеевич Костомаров (ur. 8 lutego 1977 w Moskwie) – rosyjski łyżwiarz figurowy, startujący w parach tanecznych z Tatjaną Nawką. Mistrz olimpijski z Turynu (2006) i uczestnik igrzysk olimpijskich (2002), dwukrotny mistrz świata (2004, 2005), trzykrotny mistrz Europy (2004–2006), trzykrotny zwycięzca (2003–2005) i srebrny medalista finału Grand Prix (2002), mistrz świata juniorów (1996) oraz trzykrotny mistrz Rosji (2003, 2004, 2006). Zakończył karierę amatorską w 2006 roku.

## Życie prywatne
W czerwcu 2004 roku ożenił się z austriacką łyżwiarką figurową Julią Lautową występującą w konkurencji solistek. Ich małżeństwo zakończyło się rozwodem. Drugą żoną Kostomarowa została utytułowana łyżwiarka figurowa występująca w parach tanecznych, Oksana Domnina, którą poślubił w kwietniu 2014 roku 2 stycznia 2011 roku na świat przyszła ich córka Anastasija, a w styczniu 2016 roku urodził się ich syn Ilja.

## Kariera
W 1998 roku Kostomarow rozpoczął współpracę z reprezentującą dotychczas Białoruś Tatjaną Nawką. Para reprezentowała Rosję na Zimowych Igrzyskach Olimpijskich 2002 w Salt Lake City, gdzie pokazali nowatorski program dowolny i uplasowali się na 10. miejscu. Największe sukcesy osiągali wspólnie w latach 2003–2006. W 2006 roku Nawka i Kostomarow zostali mistrzami olimpijskimi podczas Zimowych Igrzysk Olimpijskich w Turynie. Ich jazdę cechował nowoczesny styl, odmienny od dotychczasowych tendencji, co na początku ich wspólnej kariery nie spotykało się z aprobatą panelu sędziowskiego, natomiast podobało się kibicom i miłośnikom łyżwiarstwa. Amerykańską parę Tanith Belbin / Benjamin Agosto wyprzedzili o 4,58 pkt. Po igrzyskach olimpijskich zdecydowali się zakończyć karierę.
Po zmianie zasad w rozgrywania konkurencji par tanecznych w 2010 roku i połączeniu segmentu tańca obowiązkowego i oryginalnego w taniec krótki, rekordy świata w „starym systemie” zostały oficjalnymi, historycznymi rekordami konkurencji par tanecznych. Tym samym Nawka i Kostomarow zostali historycznymi rekordzistami w tańcu obowiązkowym, tańcu dowolnym i nocie łącznej, czyli w trzech z czterech not (historyczny rekord w tańcu oryginalnym należy do Kanadyjczyków Tessy Virtue i Scotta Moira).

## Osiągnięcia

### Z Tatjaną Nawką

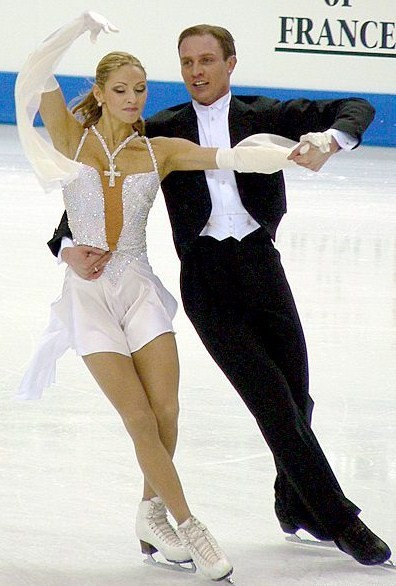
Nawka i Kostomarow na mistrzostwach Europy 2005

| Zawody                        | 98–99          | 00–01          | 01–02          | 02–03          | 03–04          | 04–05          | 05–06          |                |                |                |                |                |                |                |                |                |                |
| Międzynarodowe                | Międzynarodowe | Międzynarodowe | Międzynarodowe | Międzynarodowe | Międzynarodowe | Międzynarodowe | Międzynarodowe | Międzynarodowe | Międzynarodowe | Międzynarodowe | Międzynarodowe | Międzynarodowe | Międzynarodowe | Międzynarodowe | Międzynarodowe | Międzynarodowe | Międzynarodowe |
| ----------------------------- | -------------- | -------------- | -------------- | -------------- | -------------- | -------------- | -------------- | -------------- | -------------- | -------------- | -------------- | -------------- | -------------- | -------------- | -------------- | -------------- | -------------- |
| Igrzyska olimpijskie          |                |                | 10             |                |                |                | 1              |                |                |                |                |                |                |                |                |                |                |
| Mistrzostwa świata            | 12             | 12             | 8              | 4              | 1              | 1              |                |                |                |                |                |                |                |                |                |                |                |
| Mistrzostwa Europy            | 11             | 9              | 7              | 3              | 1              | 1              | 1              |                |                |                |                |                |                |                |                |                |                |
| GP Finał Grand Prix           |                |                |                | 2              | 1              | 1              | 1              |                |                |                |                |                |                |                |                |                |                |
| GP Cup of China               |                |                |                |                | 1              |                | 1              |                |                |                |                |                |                |                |                |                |                |
| GP NHK Trophy                 | 5              | 6              |                |                |                | 2              |                |                |                |                |                |                |                |                |                |                |                |
| GP Cup of Russia              | 3              | 4              | 4              | 2              | 1              | 1              | 1              |                |                |                |                |                |                |                |                |                |                |
| GP Skate America              |                |                | 4              | 2              |                |                |                |                |                |                |                |                |                |                |                |                |                |
| GP Skate Canada International |                |                |                |                | 1              |                |                |                |                |                |                |                |                |                |                |                |                |
| GP Trophée Eric Bompard       |                |                |                |                |                | 1              |                |                |                |                |                |                |                |                |                |                |                |
| Igrzyska Dobrej Woli          |                |                | 3              |                |                |                |                |                |                |                |                |                |                |                |                |                |                |
| Krajowe                       |                |                |                |                |                |                |                |                |                |                |                |                |                |                |                |                |                |
| Mistrzostwa Rosji             | 3              | 2              | 2              | 1              | 1              |                | 1              |                |                |                |                |                |                |                |                |                |                |

### Z Anną Siemienowicz
| Zawody             | 99–00          |                |                |                |                |                |                |                |                |                |                |                |                |                |                |                |                |
| Międzynarodowe     | Międzynarodowe | Międzynarodowe | Międzynarodowe | Międzynarodowe | Międzynarodowe | Międzynarodowe | Międzynarodowe | Międzynarodowe | Międzynarodowe | Międzynarodowe | Międzynarodowe | Międzynarodowe | Międzynarodowe | Międzynarodowe | Międzynarodowe | Międzynarodowe | Międzynarodowe |
| ------------------ | -------------- | -------------- | -------------- | -------------- | -------------- | -------------- | -------------- | -------------- | -------------- | -------------- | -------------- | -------------- | -------------- | -------------- | -------------- | -------------- | -------------- |
| Mistrzostwa świata | 13             |                |                |                |                |                |                |                |                |                |                |                |                |                |                |                |                |
| Mistrzostwa Europy | 10             |                |                |                |                |                |                |                |                |                |                |                |                |                |                |                |                |
| GP Cup of Russia   | 4              |                |                |                |                |                |                |                |                |                |                |                |                |                |                |                |                |
| Krajowe            |                |                |                |                |                |                |                |                |                |                |                |                |                |                |                |                |                |
| Mistrzostwa Rosji  | 2              |                |                |                |                |                |                |                |                |                |                |                |                |                |                |                |                |

### Z Jekatieriną Dawydową
| Zawody                                | 94–95          | 95–96          | 96–97          | 97–98          |                |                |                |                |                |                |                |                |                |                |                |                |                |
| Międzynarodowe                        | Międzynarodowe | Międzynarodowe | Międzynarodowe | Międzynarodowe | Międzynarodowe | Międzynarodowe | Międzynarodowe | Międzynarodowe | Międzynarodowe | Międzynarodowe | Międzynarodowe | Międzynarodowe | Międzynarodowe | Międzynarodowe | Międzynarodowe | Międzynarodowe | Międzynarodowe |
| ------------------------------------- | -------------- | -------------- | -------------- | -------------- | -------------- | -------------- | -------------- | -------------- | -------------- | -------------- | -------------- | -------------- | -------------- | -------------- | -------------- | -------------- | -------------- |
| GP Cup of Russia                      |                |                | 5              |                |                |                |                |                |                |                |                |                |                |                |                |                |                |
| Finlandia Trophy                      |                |                |                | 2              |                |                |                |                |                |                |                |                |                |                |                |                |                |
| Memoriał Karla Schäfera               |                |                |                | 2              |                |                |                |                |                |                |                |                |                |                |                |                |                |
| Zimowa uniwersjada                    |                |                | WD             |                |                |                |                |                |                |                |                |                |                |                |                |                |                |
| Międzynarodowe: Kategorie młodzieżowe |                |                |                |                |                |                |                |                |                |                |                |                |                |                |                |                |                |
| Mistrzostwa świata juniorów           |                | 1              |                |                |                |                |                |                |                |                |                |                |                |                |                |                |                |
| Krajowe                               |                |                |                |                |                |                |                |                |                |                |                |                |                |                |                |                |                |
| Mistrzostwa Rosji                     |                |                | 3              |                |                |                |                |                |                |                |                |                |                |                |                |                |                |